# ティアンユロング
ティアンユロング(学名：Tianyulong、中国名：天宇龍)はヘテロドントサウルス科の鳥盤類恐竜の属の1つである。属名はホロタイプが所蔵されている山東省天宇自然博物館の天宇(Tiānyǔ)と龍(lóng)から造語されている。現在のところ唯一の種である T. confuciusi （中国名：孔子天宇龍）の化石は中国遼寧省西部、建昌県で発見された。日本語では音声転写の違いによりティアニュロングとされる場合もある。

## 発見

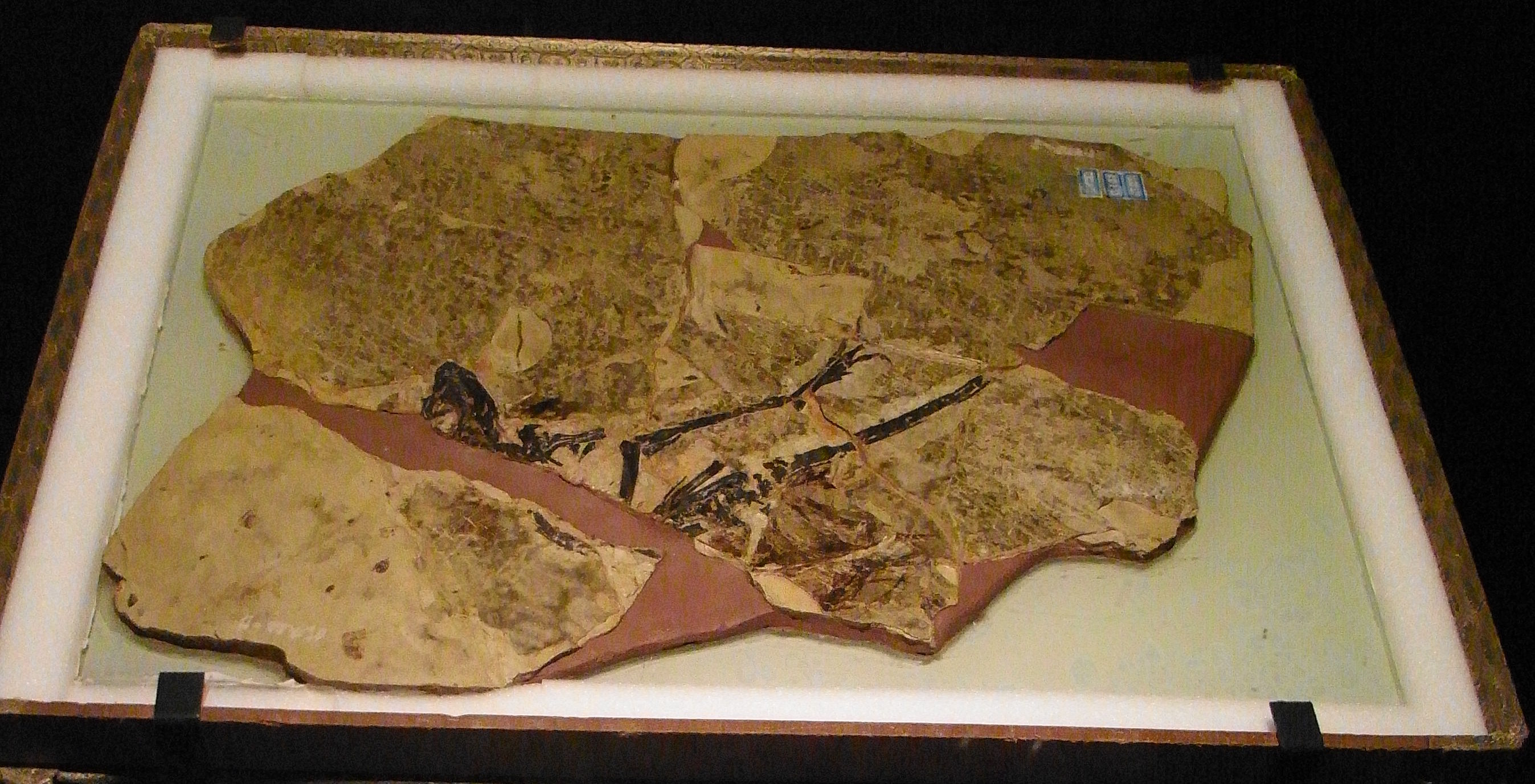
ホロタイプ

化石は最初、玲瓏塔地区で収集され、熱河層群の白亜紀初期の地層から産出したものとして報告された。Lu et al., 2010ではこれらの地層が実際には髫髻山層に属し、年代はジュラ紀後期で少なくとも1億5850万年前のものであったことが報告された。
ティアンユロングの標本には首から尾にかけて長い繊維状の外皮構造がある。この構造は獣脚類に見られる構造と類似していて羽毛と相同なものであることが示唆される。さらにこの発見により最初期の恐竜とのその祖先が原始的な羽毛（原羽毛）と考えられる相同な真皮性の繊維構造で覆われていた可能性が浮上した。
ホロタイプは部分骨格であり、部分的な頭骨と下顎、部分的な仙椎、近位中ほどの尾椎、ほぼ完全な右肩甲骨、両側の上腕骨、左尺骨の近位端、部分的な恥骨、両側の坐骨、両側の大腿骨、右側の脛骨と腓骨、ペス、そして長く、1本ずつで分岐のない繊維状の外皮構造で構成されている。ホロタイプは亜成体の個体で、南アフリカに生息した近縁種ヘテロドントサウルス・トゥッキの比率に基づくと全長は70 cmほどと推定される。

## 分類

ヘテロドントサウルスとティアンユロングの頭骨の図解

ティアンユロングはヘテロドントサウルス科に分類されている。このグループは細い体、長い尾、1対の犬歯に似た細長い牙で特徴付けられる小型の鳥盤類恐竜である。ヘテロドントサウルス科の種はおそらく草食もしくは雑食性であったと推定される。ティアンユロングが発見されるまではヘテロドントサウルス科はジュラ紀前期の南アメリカ以外ではジュラ紀後期のアメリカ産の1属（フルイタデンス）と可能性のある属として白亜紀前期イギリス産の1属（エキノドン）が知られているのみであった。
以下の示すクラドグラムはButler et al., 2011の系統解析に従いヘテロドントサウルス科でのティアンユロングと他の属の類縁関係を示したものである。
|  | NHM RU A100          |
|  |                      |
|  | ヘテロドントサウルス |
|  |                      |
|  | リコリヌス           |
|  |                      |

|  | フルイタデンス   |
|  |                  |
|  | ティアンユロング |
|  |                  |

|  | NHM RU A100          |
|  |                      |
|  | ヘテロドントサウルス |
|  |                      |
|  | リコリヌス           |
|  |                      |

|  | フルイタデンス   |
|  |                  |
|  | ティアンユロング |
|  |                  |

|  | NHM RU A100          |
|  |                      |
|  | ヘテロドントサウルス |
|  |                      |
|  | リコリヌス           |
|  |                      |

|  | フルイタデンス   |
|  |                  |
|  | ティアンユロング |
|  |                  |

|  | NHM RU A100          |
|  |                      |
|  | ヘテロドントサウルス |
|  |                      |
|  | リコリヌス           |
|  |                      |

|  | フルイタデンス   |
|  |                  |
|  | ティアンユロング |
|  |                  |

## 生態

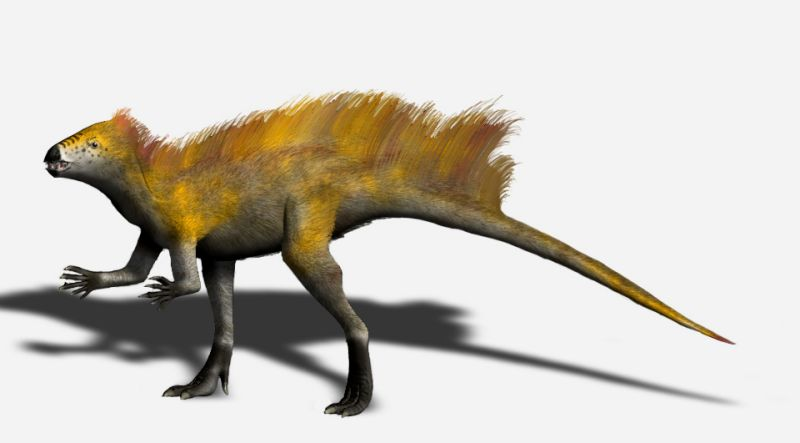
復元図

繊維状の外皮構造は化石の3つのエリアに保存されていた。1箇所目は首の直下に1塊り、2箇所目は背中、3箇所目が最大で尾の上である。中空の繊維は各々平行に並び、1本ずつで枝分かれの痕跡はない。比較的頑丈なように見え、鳥類や非鳥獣脚類の原羽毛よりもプシッタコサウルスの尾に見られる外皮構造と似ている。
ティアンユロングの持つ外皮構造は獣脚類の中ではシノサウロプテリクスとベイピアオサウルスの持つ1本ずつで分岐のない原羽毛に似ている 。尾の部分の外皮構造の全長は60 mmと推定され、尾椎の上下の幅の7倍におよぶ。この長さと中空構造である点はこの構造がコラーゲンなどからなる皮下構造であるとする説への反論となっている。

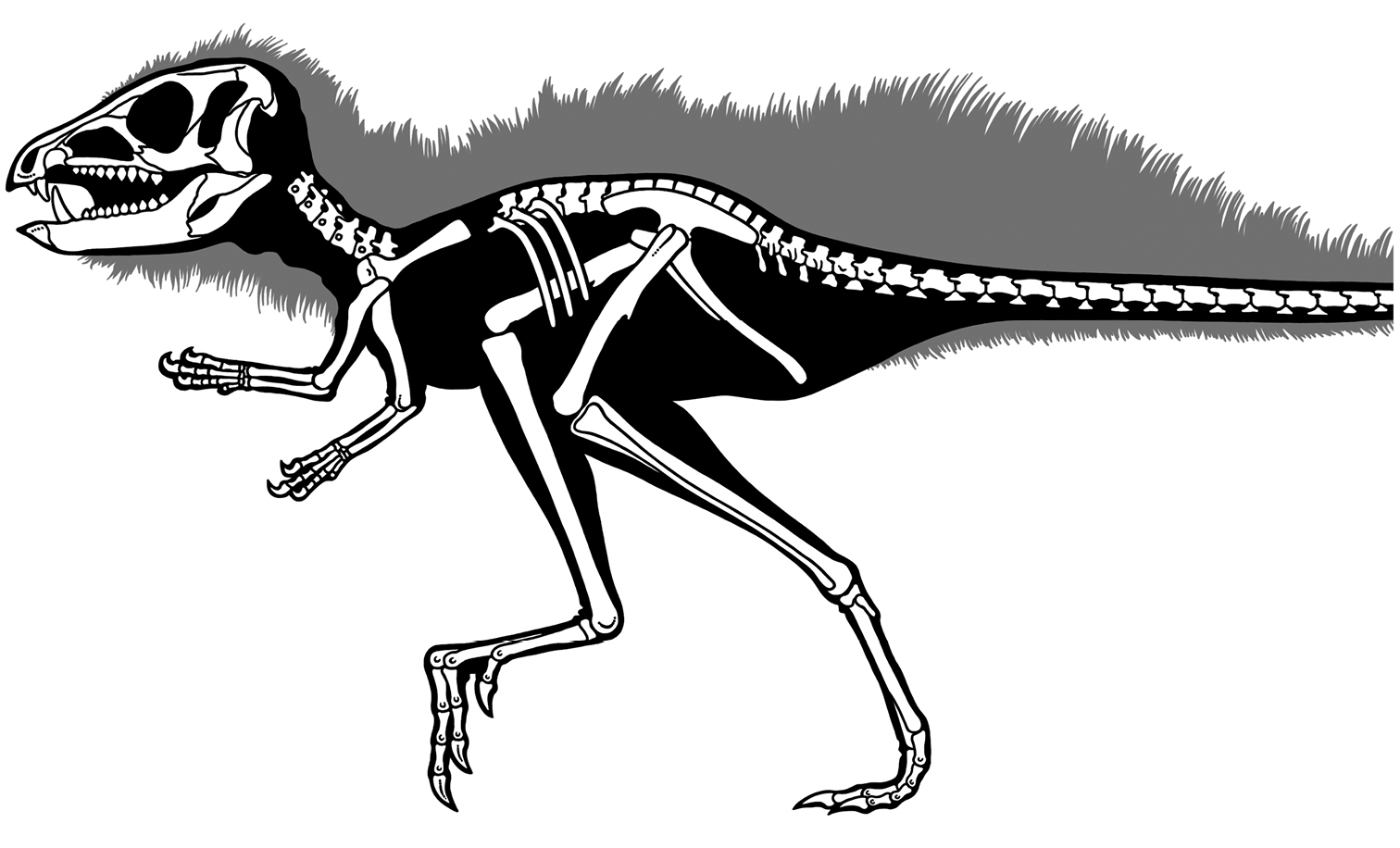
復元骨格

以前にはこのような真皮性の構造は派生的な獣脚類と鳥盤類でしか報告されていなかった。ティアンユロングで発見されたことによりこの構造の存在は系統樹のより基部にまでさかのぼることが出来る。しかしながら、鳥盤類の繊維構造と獣脚類の原羽毛の相同性は明確ではない。
もしこれらの構造の相同性が支持されるとすると、竜盤類と鳥盤類の共通祖先は羽毛に似た構造で覆われていて、竜脚類などのように皮膚の印象が知られている恐竜が2次的に羽毛がなくなったと結論される。相同性が支持されないとすると、これらの繊維状の真皮性の構造は竜盤類と鳥盤類、そして翼竜のような恐竜以外の主竜類でそれぞれ独立に進化したということになる。記載者らは（最初の論文の補足情報にて）獣脚類ベイピアオサウルスのものと同様の繊維状構造が発見されたことはティアンユロングの構造が羽毛と相同であることを支持していると特筆している。ティアンユロングとベイピアオサウルスの繊維状構造はいずれも長く、1本ずつで枝分かれが無い。しかしながらベイピアオサウルスのものは平らである。ティアンユロングの繊維は断面が丸く、 従って発生学的なモデルから推測される最初期の羽毛の形態により近い構造であるということになる。

## 参照
1. 1 2  Zheng, Xiao-Ting; You, Hai-Lu; Xu, Xing; Dong, Zhi-Ming (19 March 2009). “An Early Cretaceous heterodontosaurid dinosaur with filamentous integumentary structures”. Nature 458 (7236):  333–336. doi:10.1038/nature07856. PMID 19295609.
2. ↑  Liu Y.-Q. Kuang H.-W., Jiang X.-J., Peng N., Xu H. & Sun H.-Y. (2012). "Timing of the earliest known feathered dinosaurs and transitional pterosaurs older than the Jehol Biota." Palaeogeography, Palaeoclimatology, Palaeoecology (advance online publication).
3. ↑  Richard J. Butler, Jin Liyong, Chen Jun, Pascal Godefroit (2011). “The postcranial osteology and phylogenetic position of the small ornithischian dinosaur Changchunsaurus parvus from the Quantou Formation (Cretaceous: Aptian–Cenomanian) of Jilin Province, north-eastern China”. Palaeontology 54 (3):  667–683. doi:10.1111/j.1475-4983.2011.01046.x.
4. ↑  Mayr, Gerald; Peters, D. Stephan; Plodowski, Gerhard; Vogel, Olaf (August 2002). “Bristle-like integumentary structures at the tail of the horned dinosaur Psittacosaurus”. Naturwissenschaften (Heidelberg: Springer Berlin) 89 (8):  361–365. doi:10.1007/s00114-002-0339-6. PMID 12435037.
5. ↑  Currie, Philip J.; Pei-ji Chen (2001). “Anatomy of Sinosauropteryx prima from Liaoning, northeastern China”. Canadian Journal of Earth Sciences (NRC Canada) 38 (12):  1705–1727. doi:10.1139/cjes-38-12-1705.
6. ↑  Xu, Xing; Zheng Xiao-ting; You, Hai-lu (20 January 2009). “A new feather type in a nonavian theropod and the early evolution of feathers”. Proceedings of the National Academy of Sciences (Philadelphia) 106 (3):  832–4. doi:10.1073/pnas.0810055106. PMC 2630069. PMID 19139401.